# Rafael Nickel
Rafael Nickel (Hamburg, 1958. július 30. –) olimpiai bajnok német párbajtőrvívó.